# Ђула Гембеш
Ђула Гембеш (мађ. Gyula Gömbös; Мурга, 26. децембар 1886 — Минхен, 6. октобар 1936) је био мађарски војник и политичар са крајње деснице.
За време владавине Комунистичке партије био је министар народне одбране (1929), а касније и председник владе од 1932.. до смрти. Био је један од лидера антикомунистичког покрета Сегединска идеја и активни учесник рушења Мађарске совјетске републике. У спољној политици оријентисао се на италијански фашизам и немачки националсоцијализам.
За време његове владе радило се на изграђивању тоталитарне фашистичке државе разбијањем традиционалних радничких организација и стварањем од државе усмераваних радничких организација, по угледу на италијанске фашистичке радничке корпорације.
У јуну 1933. године Гембеш је међу првим шефовима влада отишао да посети Хитлера. Мађарску је везао за фашистичку Италију, а касније све више за хитлеровску Немачку.
Након много неиспуњених обећања владе земљу је захватио низ штајкова који су расли све већим незадовољством радника и народа. Влада је била пред падом, али је Гембеша смрт ипак затекла на тренутној функцији.
Умро је у Минхену од рака тестиса 1936. године.